# Nanook of the North
Nanook of the North: A Story Of Life and Love In the Actual Arctic is een Amerikaanse stomme documentairefilm uit 1922, geregisseerd, geproduceerd en geschreven door Robert J. Flaherty. De film wordt gezien als de eerste documentairefilm ooit gemaakt, en is het beroemdste werk van Flaherty. In 1989 werd de film opgenomen in het National Film Registry als “cultureel en historisch waardevol”.

## Inhoud
De film volgt het leven van de Inuit Nanook, zijn vrouw Nyla, en hun kind. Men krijgt hun dagelijkse leven en de harde omstandigheden van het bestaan rond de poolcirkel te zien. Veel traditionele onderdelen van het leven van de Inuit, zoals de jacht en het bouwen van iglo’s, komen aan bod.

## Cast
| Acteur        | Personage                |
| ------------- | ------------------------ |
| Allakariallak | Nanook                   |
| Nyla          | zichzelf (Nanooks vrouw) |
| Cunayou       | zichzelf                 |
| Allee         | zichzelf (Nanooks zoon)  |

## Achtergrond

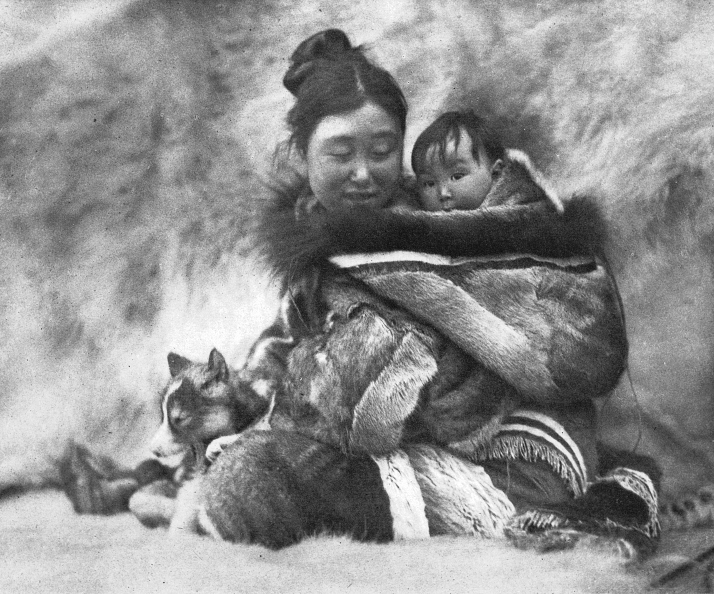
Nyla, vrouw van Nanook

De film werd opgenomen nabij Inukjuak, in de Hudsonbaai. Flaherty was bekend met dit terrein vanwege zijn werk als pionier voor een spoorwegmaatschappij. De film werd gesponsord door het Franse modebedrijf Revillon Frères. Opnames vonden plaats van augustus 1920 tot augustus 1921.
De film werd een groot succes, vooral omdat het anders was dan men was gewend. Het was de eerste lange film opgenomen op locatie waarin men echt de levensstijl van een bepaald volk te zien kreeg in plaats van een verhaal gespeeld door acteurs. Naderhand bleek echter dat de film niet geheel realistisch was. Flaherty had enkele gebeurtenissen in scène laten zetten. Zo maakten de Inuit ten tijde van de opnames reeds gebruik van geweren voor de jacht, maar spoorde Flaherty hen aan om voor de film weer te gaan jagen zoals hun recente voorouders dat deden. Ook de gevaren waarin de Inuit zouden verkeren werden hier en daar wat overdreven. Hiervoor werd Flaherty door enkele filmrecensenten bekritiseerd, maar over het algemeen maakte men zich er niet al te druk om daar het destijds in documentaires wel vaker voorkwam dat er dingen in scène werden gezet. Flaherty verdedigde zijn acties verder met de stelling dat zelfs een documentairemaker er niet aan ontkomt om af en toe een gebeurtenis in scène te zetten om het goed te kunnen filmen.
In 1995 componeerde de jazz- en improvisatiemusicus André Goudbeek in opdracht van Filmhuis Mechelen een nieuwe soundtrack bij 'Nanook of the North'. Van deze soundtrack werd een gelijknamige cd uitgebracht, en Goudbeek toerde met het Nanook-kwartet uitgebreid langs bioscopen en culturele centra in België, Nederland en Noord-Frankrijk, om de film live te begeleiden.